# Dicranomyia unicornis
Dicranomyia unicornis là một loài ruồi trong họ Limoniidae. Chúng phân bố ở miền Australasia.